# 29. november
29. november er dag 333 i året i den gregorianske kalender (dag 334 i skudår). Der er 32 dage tilbage af året.
Saturninus' dag. Saturninus bliver udsendt som missionær til Toulouse, hvor han bliver byens første kristne biskop. Han dør omkring år 250, da hedninge binder ham til benene af en tyr, som de jager ned ad trapperne fra byens capitol. Her opførtes senere en kirke, Notre-Dame-du-Taur.

### Begivenheder
Født - Dødsfald
- 1814 - The Times i London, der begyndte at udkomme i 1785, tager som den første avis dampmaskinen i brug ved trykning af avisen.
- 1864 - Sand Creek-massakren på cheyenne- og arapaho-indianere gennemføres af en lokal hær af "100-dages frivillige".
- 1877 - Thomas Edison demonstrerer sin fonograf for første gang.
- 1899 - Fodboldklubben FC Barcelona grundlægges.
- 1929 - En amerikansk flådeofficer Richard Byrd sender radiomelding om, at han som den første har passeret Sydpolen i fly.
- 1940 - Det tyske Luftwaffe bomber Liverpool.
- 1945 - Tito omdanner Jugoslavien til en folkerepublik.
- 1947 - FN beslutter at dele det britiske mandatområde i Palæstina i to ligeværdige og selvstændige stater. En beslutning, som endnu ikke er effektueret.
- 1975 - Queen topper hitlisterne med Bohemian Rhapsody.
- 1977 - 35 anholdes, da politiet foretager en razzia efter narko i Christiania.
- 1983 - Socialminister Palle Simonsen får kys og røde roser af kvindelige politikere, da Folketinget vedtager hans lov om udvidelse af barselsorloven fra 14 til 24 uger.
- 1987 - Partiet De Grønne vedtager at slutte sig til Folkebevægelsen mod EF.
- 1990 - FN forlanger, at Irak forlader Kuwait inden den 15. januar 1991 eller risikere en militær aktion. Saddam Hussein afviser.
- 1994 - Tidligere forskningsminister Svend Bergstein melder sig ud af Centrum-Demokraterne.
- 1997 - Knud Vilby vælges til ny formand for Dansk Forfatterforening.

### Født
- 1797 - Gaetano Donizetti, italiensk komponist (død 1848).
- 1803 - Christian Johann Doppler, østrigsk fysiker (død 1853).
- 1832 - Louisa M. Alcott, amerikansk forfatter (Little Women) (død 1888).
- 1871 - Arnold Busck, dansk boghandler og forlægger (død 1953).
- 1879 - Jacob Gade, komponist (Tango Jalousie) (død 1963).
- 1898 - C.S. Lewis, forfatter (Narnia Chronicles) (død 1963).
- 1900 - Jørgen-Frantz Jacobsen, færøsk forfatter (død 1938).
- 1909 - Kristen Helveg Petersen, dansk politiker og minister (død 1997).
- 1917 - Lars Okholm, dansk civilingeniør og forfatter (død 2009).
- 1924 - Erik Balling, dansk filminstruktør (død 2005).
- 1932 - Jacques Chirac, fransk premierminister (død 2019).
- 1933 - John Mayall, britiskfødt, amerikansk bluesmusiker (død 2024).
- 1936 - Poul Nødgaard, dansk politiker (død 2013).
- 1940 - Seán Cannon, irsk musiker fra The Dubliners.
- 1946 - Eamonn Campbell, irsk guitarist fra The Dubliners (død 2017).
- 1955 - Astrid Saalbach, dansk dramatiker og skuespiller.
- 1963 - Aske Jacoby, dansk musiker.
- 1969 - Jon Knight, amerikansk musiker, medlem af gruppen New Kids On The Block.
- 1973 - Ryan Joseph Giggs, fodboldspiller i manchester united.
- 1982 - Krystal Steal, amerikansk pornomodel.
- 2003 - Pax Thien Jolie-Pitt, adoptivsøn af Angelina Jolie og Brad Pitt.

### Dødsfald
- 1314 - Filip 4. den Smukke, fransk konge (født 1268).
- 1378 - Karl 4., tysk-romersk kejser (født 1316).
- 1517 - Torben Oxe, dansk adelsmand.
- 1530 - Thomas Wolsey, engelsk kardinal og politiker.
- 1643 - Claudio Monteverdi, italiensk komponist (født 1567).
- 1780 - Maria Theresia, østrigsk dronning og tysk-romersk kejserinde (født 1717).
- 1833 - Gerhard Ludvig Lahde, dansk kobberstikker (født 1765).
- 1914 - Robert Henriques, dansk cellist, komponist og forfatter (født 1858).
- 1924 - Giacomo Puccini, italiensk komponist (født 1858).
- 1962 - M.N. Slebsager, dansk politiker, lærer, trafik- og handelsminister (født 1874).
- 1962   - Erik Scavenius, dansk politiker (født 1877).
- 1975 - Graham Hill, britisk racerkører (født 1929).
- 1981 - Natalie Wood, amerikansk filmskuespiller (født 1938).
- 1984 - Arne Fog Pedersen, dansk højskoleforstander, politiker og minister (født 1911).
- 1986 - Cary Grant, amerikansk filmskuespiller (født 1904).
- 1997 - Jenny Kammersgaard, dansk langdistancesvømmer (født 1918).
- 2001 - George Harrison, britisk guitarist og medlem af The Beatles (født 1943).
- 2008 - Jørn Utzon, dansk arkitekt (født 1918).
- 2019 - Yasuhiro Nakasone, japansk politiker (født 1918).
- 2023 - Henry Kissinger, amerikansk politiker og udenrigsminister (født 1923).

|  | Denne datoartikel kan blive bedre, hvis der indsættes et (bedre) billede Du kan hjælpe ved at afsøge Wikimedia Commons for et passende billede eller uploade et godt billede til Wikimedia Commons iht. de tilladte licenser og indsætte det i artiklen. |